# Pracoviště
Pracoviště je označení pro místo, na kterém někdo pracuje, ať už pro nějakého zaměstnavatele, nebo jako osoba samostatně výdělečně činná. Jedná se tedy o místo, na kterém je vykonáváno zaměstnání konkrétní osoby. Typicky jsou pracovišti různé továrny, obchody, staveniště nebo kanceláře, ale jako pracoviště lze označit celou řadu dalších míst, neboť tak lze označit prakticky jakékoliv fixní místo výkonu určitého povolání. Rozlišovat lze pracoviště otevřená, polouzavřená, uzavřená a s omezeným prostorem.
Pro tzv. industriální společnosti je pracoviště mimořádně důležitým místem, neboť na jeho místě tráví zaměstnanec běžně osmihodinový pracovní den. Pracoviště se tak pro některé zaměstnance může stát důležitějším místem než jejich vlastní domov. V souvislosti s nástupem informačních technologií došlo také k rozmachu tzv. práce na dálku, kdy u některých profesí dochází k situaci, že zaměstnanec vůbec na pracoviště nemusí docházet a pracovištěm se stává jeho vlastní domov (případně další místa jako obchodní centrum, kavárna, park apod.).
V souvislosti s pracovištěm existuje celá řada různých problematik; jde například o témata jako sexuální obtěžování, toxické pracoviště, šikana na pracovišti, organizační kultura, zmocňování, whistleblowing, genderová nerovnost, stres na pracovišti, zkušební doba, nebo tzv. klepy na pracovišti.